# Phoronix
Phoronix是一個提供關於Linux內核發展的見解、產品、訪問、及透過觀看Linux核心郵件列表或訪談所得的自由及开放源代码软件新聞的科技網站。
Phoronix是在2004年6月由Michael Larabel所開始，他現在仍是擁有者及主編。

## 歷史
於2004年6月5日建立，Phoronix以當時少見的評論網站成立。在2004年末，Phoronix上的文章專門針對Linux使用者，對於缺乏硬體支援進行評論。Phoronix繼續提供Linux的硬體報導，以及一些常見的發行版，如Ubuntu，的評論。Phoronix在它對Linux的圖形介面表現方面的文章相當有名，那些文章是監視並比較自由及開放原始碼顯示卡驅動程式及Mesa 3D在AMD及Nvidia的專有圖形裝置驅動程式。Phoronix也被其他一些科技相關的出版物引用，例如CNET新聞及Slashdot。2006年6月，Phoronix論壇為Linux社群而建立。
隨著Linux上大量有著可受公評品質的專有顯示驱动程序的出現，Phoronix主編，Michael Larabel，開始編寫一個關於他從NVIDIA切換至ATI顯示卡的體驗的網誌。該網誌每日更新，從2006年6月1日至2006年7月20日，一共50天，分享他對ATI的專有驅動程式「fglrx」的正面及負面的感受。
2007年4月20日，Phoronix公佈了它的新網站。同時也公佈了它們會開始提供Solaris關於硬體的評論及新聞到它們原本只有Linux的內容中。
2009年7月29日，Phoronix公佈了Phoronix測試套裝桌面版Live媒體，是一個基於Linux核心，設計用來負荷系統標準測試的操作系统，並使用Phoronix測試套裝進行自動化測試。
2010年3月31日，Michael Larabel，宣佈他打算到切尔诺贝利核事故現場進行旅行，他會把該區域的高解析度照片貼在Phoronix上，或是可能的新Phoronix多媒體網頁。2010年4月1日，他離開了車諾比並推出車諾比2010（页面存档备份，存于）網站。當他在2010年4月7日回來時被貼出。因為這些照片的觀看人數太多了，導致了Phoronix伺服器的暫時下線。
在求生之路中發現與Linux相關的Steam檔案後，曾經在2008年報導Steam將會在Linux出現。Michael Larabel在Steam發佈了Mac OS X版的客戶端後，聲稱又再一次在其中發現了與Linux版客戶端相關的資訊，並聲稱Linux客戶端正在開發，且在Valve伺服器提供。這個發現也包含在其他許多網站中。2010年5月12日，Mac OS X客戶端釋出當天，Phoronix報導維爾福公司已證實Steam將會有Linux版本的客戶端。2010年8月23日，Engadget報導維爾福公司營運副總裁表示：「我們正在努力的並沒有Linux版本。」Larabel仍然堅持Steam會有Linux的版本。2012年4月，Michael Larabel被邀請到全球Valve總部，並被提供可證明Linux客戶端仍在開發的影片及照片。維爾福公司於2012年7月公佈他們的Linux計畫，證實了Michael Larabel的報導。

## Phoronix測試套裝
2008年6月5日，1.0版的Phoronix測試套裝被釋出。這個軟體是以GPL第三版進行授權，並設計用來在Linux上驗證軟體及硬體。1.0版本包含了57個測試設定檔及23個測試套裝。

### OpenBenchmarking.org
OpenBenchmarking.org是一個新的雲端服務，用來與Phoronix測試套裝一同運作。它是一個允許使用者透過組織化的線上介面分享他們的硬體及軟體測試結果的協作平臺。

## 外部連結
- 官方网站
- Phoronix測試套裝（页面存档备份，存于）
- OpenBenchmarking.org（页面存档备份，存于）